# Isabelle Mesnard
Pour les articles homonymes, voir Mesnard.
Isabelle Mesnard, née le 30 octobre 1967 à Saint-Quentin (Aisne), est une femme politique française. Suppléante du député d'Eure-et-Loir Guillaume Kasbarian nommé ministre de la fonction publique dans le gouvernement Michel Barnier le 21 septembre 2024, elle le remplace à l'Assemblée nationale le 22 octobre 2024 au 23 janvier 2025.

## Biographie
Isabelle Mesnard est conseillère municipale de Chartres depuis 2001. En 2014, elle est adjointe au maire chargée de l'animation.
Elle est la vice-présidente déléguée de la communauté d'agglomération Chartres Métropole chargée de la Promotion du Tourisme, Stratégie et suivi des actions en lien avec le tourisme.
En 2023, elle devient déléguée municipale de Chartres pour Horizons.
À la suite de la nomination de Guillaume Kasbarian au gouvernement, elle devient députée de la 1re circonscription d'Eure-et-Loir et siège à la Commission des affaires étrangères, jusqu'au 23 janvier 2025 et au retour de Guillaume Kasbarian à l'Assemblèe nationale.
Elle est la présidente de la Véloscénie et de la SPL, C'Chartres Tourisme, jusqu'en 2024,.
Depuis le 23 janvier 2025 elle est à nouveau 9e vice-présidente de la métropole de Chartres.